# اسپارک ان‌ال‌پی
اسپارک ان‌ال‌پی (انگلیسی: Spark NLP) یک کتابخانهٔ پردازش متن متن‌باز پردازش پیشرفتهٔ زبان‌های طبیعی برای زبان‌های برنامه‌نویسی پایتون، جاوا و اسکالا است. این کتابخانه بر اساس آپاچی اسپارک و کتابخانهٔ اسپارک ام‌ال آن ساخته شده است.
هدف از ساخت این کتابخانه فراهم کردن یک واسط برنامه‌نویسی کاربردی برای خط لوله‌های پردازش زبان‌های طبیعی است که نتایج پژوهش‌های دانشگاهی اخیر را به‌عنوان یک نرم‌افزار مقیاس‌پذیر، قابل آموزش و با مقیاس تولیدی پیاده‌سازی می‌کنند. این کتابخانه مدل‌های از پیش تربیت‌شدهٔ شبکهٔ عصبی را در کنار قابلیت الصاق و نیز پشتیبانی از آموزش مدل‌های سفارشی ارائه می‌کند.

## ویژگی‌ها
در طراحی این کتابخانه از مفهوم خط لوله استفاده شده است که مجموعه‌ای مرتب‌شده است از حاشیه‌نویس‌های متنی. حاشیه‌نویس‌های خارج از چارچوب شامل توکنایزر، نرمالایزر، ریشه‌زنی، ریشه‌یابی، عبارت باقاعده، مطابقت متن، قطعه‌کننده، مطابقت تاریخ، شناساگر جمله، شناساگر عمیق جمله، برچسب‌گذاری جزء کلام، ViveknSentimentDetector، عقیده‌کاوی، شناسایی نهاد نام‌گذاری‌شده، حاشیه‌نویس میدان تصادفی شرطی، تصحیح و حاشیه‌نویسی یادگیری عمیق، غلط‌یابی، تجزیه‌گر وابستگی، تجزیه‌گر وابستگی تایپ‌شده، دسته‌بندی اسناد و شناسایی زبان می‌شود.
مدلز هاب یک پلتفرم برای اشتراک‌گذاری مدل‌ها و خط لوله‌های متن‌باز و نیز مدل‌های مجوزدارِ از پیش تربیت‌شده است. این شامل خط لوله‌های از پیش تربیت‌شدهٔ دارای نشانه‌گذاری، ریشه‌یابی، برچسب‌گذاری جزء کلام، و شناسایی نهاد نام‌گذاری‌شده‌ای می‌شود که برای بیش از سیزده زبان وجود داشته باشد؛ تعبیه‌کردن واژه‌ها از جمله گلوو، المو، برت، آلبرت، اکس‌النت، اسمال برت و الکترا، و تعبیه‌کردن جمله شامل کارگذاری جهانی جمله (USE) و کارگذاری جملهٔ برت غیر وابسته به زبان (LaBSE) می‌شود. این پلتفرم همچنین حاوی منابع و مدل‌های از پیش تربیت‌شده‌ای برای بیش از دویست زبان است. کد پایهٔ اسپارک ان‌پی‌ال حاوی پشتیبانی از زبان‌های آسیای شرقی نظیر نشانه‌گذارهایی برای زبان‌های چینی، ژاپنی، کره‌ای؛ برای زبان‌های راست به چپ نظیر اردو، فارسی، عربی، عبری و جاگذاری‌های واژه و جملهٔ از پیش تربیت‌شدهٔ چندزبانه نظیر LaUSE و حاشیه‌نویس ترجمه است.